# SPATA5
SPATA5‏ (Spermatogenesis associated 5) هوَ بروتين يُشَفر بواسطة جين SPATA5 في الإنسان.